# Torpille Type 95
La torpille Type 95 était une torpille conçue et utilisée par la marine impériale japonaise pendant la Seconde Guerre mondiale.
Ce modèle est une adaptation du Type 93, dont elle partage la plupart des caractéristiques hormis une réduction de sa masse, de sa longueur et de son calibre pour une utilisation à l’usage depuis des tube lance-torpilles standard de 533 mm (21,0 pouces) des sous-marins submergés (alors que la Type 93 est conçue pour les tubes de 610 mm, 24 pouces, des torpilleurs et autres navires de surface). Notamment, elle partage son système de propulsion par moteur pneumatique à réchauffeur humide au kérosène et à l'oxygène, au lieu de l'air comprimé utilisé par la plupart des types de torpilles de l'époque, ce qui lui permettait de ne laisser aucun sillage de bulles.
Pesant 1 730 kg, elle embarque 550 kg d’explosif, et pouvait atteindre sa cible à 7 500 m à 47 nœuds (87 km/h) ou 5 500 m à 51 nœuds (94 km/h),, qui était environ trois fois la portée de la torpille Mark 14 (en) américaine à la même vitesse. Malgré son diamètre réel, elle était officiellement désignée comme "torpille de 530 mm".
Le type 95 à influence magnétique était la torpille la plus rapide couramment utilisée par toutes les forces navales japonaises et la taille de son ogive était la plus grande de toutes les torpilles sous-marines de l'époque. 